# 承玄
承玄（しょうげん）は、五胡十六国時代、北涼の君主沮渠蒙遜の治世で使用された元号。428年6月 - 431年12月。

## 西暦・干支との対照表
| 承玄 | 元年  | 2年   | 3年   | 4年   |
| 西暦 | 428年 | 429年 | 430年 | 431年 |
| 干支 | 戊辰  | 己巳  | 庚午  | 辛未  |